# Incrucipulum
Incrucipulum Baral – rodzaj grzybów z rodziny Lachnaceae.

## Systematyka i nazewnictwo
Pozycja w klasyfikacji według Index Fungorum
Lachnaceae, Helotiales, Leotiomycetidae, Leotiomycetes, Pezizomycotina, Ascomycota, Fungi.
Gatunki wstępujące w Polsce
- Incrucipulum ciliare (Schrad. ex J.F. Gmel.) Baral 1985

Nazwy naukowe na podstawie Index Fungorum. Wykaz gatunków według M.A. Chmiel